# 弘春
已革泰郡王弘春（1703年10月11日—1739年3月3日），恂勤郡王允禵長子，生母為側福晉員外郎明德之女舒舒覺羅氏。泰郡王系第一代。

## 生平
康熙四十二年（1703年）九月初一日子時出生，雍正元年正月（1723年）受封為固山貝子。雍正二年五月（1724年）被革除爵位。雍正四年復封奉恩鎮國公，世宗因其向來為人尚屬小心勤謹而屢加恩眷，弘春由奉恩鎮國公累遷至泰郡王，弘春便變得無所忌憚、不顧自己的行為舉止，並且開始在辦理該旗事務時發生種種舛錯。雍正十二年（1734年）八月降為固山貝子，照舊管理鑾儀衛衙門事務，冀其悔過自新。雍正十三年十一月，剛登極的乾隆帝革除其貝子爵位，並且不允許其出門。乾隆四年（1739年）正月去世，虛齡三十七岁。

## 家族

### 妻妾
- 嫡妻瓜爾佳氏，子慶德之女
- 妾王氏，常明之女
- 妾崔氏，普葉禮之女。
- 妾烏蘇氏，副都御史敦拜之女，滿洲正藍旗人。原為泰郡王側福晉，惟因弘春被革爵而降等，失去側福晉头衔。

### 子女
- 子宗室永晉。妻唐佳氏（父内务府正白旗汉军、內務府慶豐司員外郎、九江關監督唐英 (清朝督陶官)）。